# Apologies Are for the Weak
Apologies Are for the Weak — дебютный альбом металкор-группы Miss May I, а также последний альбом, записанный с басистом Джошем Гиллеспи, который также исполнял партии чистого вокала. Альбом достиг номера 29 в чарте Billboard Top Heatseekers и номера 66 в чарте Top Independent Albums.

## Об альбоме
В течение первого года после выхода альбом был продан в количестве более 25,000 копий. На песни «Architect» и «Forgive and Forget» были сняты клипы. Одноимённая песня из альбома появляется в игре «Saints Row: The Third».
Apologies Are for the Weak также последний релиз с участием басиста Джоша Гиллеспи, который также исполнял партии чистого вокала. После выхода альбома, Джош покинул группу и к ней вернулся басист первоначального состава — Райан Нефф.

## Список композиций
| №                   | Название                     | Длительность |
| ------------------- | ---------------------------- | ------------ |
| 1.                  | «A Dance with Aera Cura»     | 3:19         |
| 2.                  | «Architect»                  | 4:07         |
| 3.                  | «Not Our Tomorrow»           | 3:12         |
| 4.                  | «Arms of the Messiah»        | 3:15         |
| 5.                  | «Apologies Are for the Weak» | 3:12         |
| 6.                  | «Harlots Breath»             | 3:56         |
| 7.                  | «Tides»                      | 3:18         |
| 8.                  | «Blessing with a Curse»      | 3:04         |
| 9.                  | «Porcelain Wings»            | 3:20         |
| 10.                 | «Forgive and Forget»         | 3:32         |
| Общая длительность: | Общая длительность:          | 33:35        |

## Участники записи
- Леви Бентон — экстремальный вокал, сочинение текстов
- БиДжей Стэд — соло-гитара
- Джош Гиллеспи — бас-гитара, чистый вокал
- Джастин Ауфдемкамп — ритм-гитара
- Джерод Бойд — ударные